# Stortjärnen (Frostvikens socken, Jämtland, 713951-142768)
Stortjärnen är en sjö i Strömsunds kommun i Jämtland och ingår i Ångermanälvens huvudavrinningsområde. Sjön har en area på 0,0749 kvadratkilometer och ligger 541,1 meter över havet.

## Delavrinningsområde
Stortjärnen ingår i det delavrinningsområde (713914-142593) som SMHI kallar för Mynnar i Hällingsån. Medelhöjden är 613 meter över havet och ytan är 15,96 kvadratkilometer. Det finns inga avrinningsområden uppströms utan avrinningsområdet är högsta punkten. Gammbodbäcken som avvattnar avrinningsområdet har biflödesordning 4, vilket innebär att vattnet flödar genom totalt 4 vattendrag innan det når havet efter 295 kilometer. Avrinningsområdet består mestadels av skog (59 procent), sankmarker (21 procent) och kalfjäll (19 procent). Avrinningsområdet har 0,08 kvadratkilometer vattenytor vilket ger det en sjöprocent på 0,5 procent.